# Henrietta Shore
Henrietta Mary Shore (Toronto, 22 de enero de 1880 - San José, 1963) fue una artista nacida en Canadá, pionera del modernismo. Vivió gran parte de su vida en los Estados Unidos, fundamentalmente en California.

## Primeros años
Shore nació en Toronto, Canadá, de Henry y Charlotte Shore. Ella era la menor de siete hermanos. Se sintió atraída tanto por la pintura como por la naturaleza a una edad temprana, y comentó: "Estaba de camino a casa desde la escuela y me vi reflejada en un charco. Era la primera vez que veía mi imagen completamente rodeada de naturaleza, y de repente tuve una abrumadora sensación de pertenencia a ella, de ser realmente parte de cada árbol y flor. Me llenó el deseo de contar lo que sentía a través de la pintura". La madre de Shore apoyó las ambiciones artísticas de Shore, pero le aconsejó que también aprendiera cuestiones prácticas. Después de tomar una clase de educación doméstica, Shore comenzó a estudiar pintura con la impresionista canadiense Laura Muntz Lyall a la edad de quince años. Sus obras en este momento son en su mayoría escenas de género y, por lo tanto, se ajustan a temas que habrían sido populares en la escena artística tradicional de Toronto durante el período.

## Toronto, Europa y Nueva York: 1900–1913
Entre 1900 y 1913, Shore viajó de ida y vuelta entre Toronto, Europa y Nueva York. Fue durante este período que se matriculó en la Escuela de Arte de Nueva York y estudió con William Merritt Chase y Robert Henri, a menudo pasando la mitad del año en Nueva York. La estética de Henri Ash Can School influyó en el trabajo de Shore durante este tiempo. Su impacto se puede ver en la temática y en obras más sueltas y pictóricas, como Mujeres y niños negros (1910-1915), en la colección de la Galería Nacional de Canadá. Durante este tiempo, Shore se ganó la reputación de ser un pintor joven y prometedor dentro de la comunidad artística canadiense. Impartió clases, realizó exposiciones individuales en galerías de Toronto y expuso en exposiciones colectivas en París, Londres y Liverpool.

## Los Ángeles: 1913–1920
En 1913, Shore se mudó de Toronto al sur de California, se instaló en Los Ángeles y se convirtió en parte de un grupo pequeño pero influyente de los primeros modernistas de la costa oeste. Rápidamente encontró el éxito, ganando medallas de plata en la Exposición Panamá-California en 1914 y 1915 en San Diego. Shore también mostró su trabajo en exposiciones con jurado del California Art Club con críticas positivas. Una reseña de 1916 publicada en el Fine Arts Journal la agrupaba bajo la etiqueta de "los modernistas" y la declaraba una de las mejores artistas del grupo entre los que estudiaron con Robert Henri. De su trabajo, el crítico comenta: "La señorita Shore templa su pigmento con inteligencia y comprensión, y aporta a su trabajo un conocimiento agudo de la psicología, así como de la técnica del sonido, una formación artística completa y una rara percepción artística. Su lienzo excepcional, llamado "Madre e hijo", es sin duda una de las verdaderas joyas de la exposición" En 1916, Shore fue miembro fundador de la Sociedad de Arte Moderno de Los Ángeles junto con Bert Cressey, Meta Cressey, Helena Dunlap, Edgar Kellar y Karl Yens . Indudablemente influenciada por el espectáculo The Eight (Ashcan School) en la ciudad de Nueva York, The Los Angeles Modern Art Society buscó dar una exposición adicional a artistas más experimentales fuera de los espectáculos con jurado del California Art Club. El primer espectáculo del grupo se llevó a cabo en la galería de Brack Shops. Llevaron a cabo su segunda exposición al año siguiente en 1918. Esta muestra también incluyó obras de destacados artistas de la costa este como Robert Henri, George Bellows, Maurice Prendergast y William Glackens. La Sociedad de Arte Moderno de Los Ángeles duró poco y se disolvió poco después de su segundo espectáculo. Durante todo el proceso, Shore se mantuvo cerca de su mentor, Henri, a través de cartas. Después de la disolución del grupo, Henri la consoló escribiendo: "Quizás sea bueno que las Societys mueran jóvenes mientras aún son virtuosas y útiles. Algunos de los antiguos se han mantenido mucho tiempo después de esas condiciones y son ejemplos horribles". En 1919 Shore comenzó a presentarse con Caroline Bowles, Helena Dunlap, William Cahill, Edouard Vsykal y Luvena Buchanan bajo el nombre de California Progressive Group.

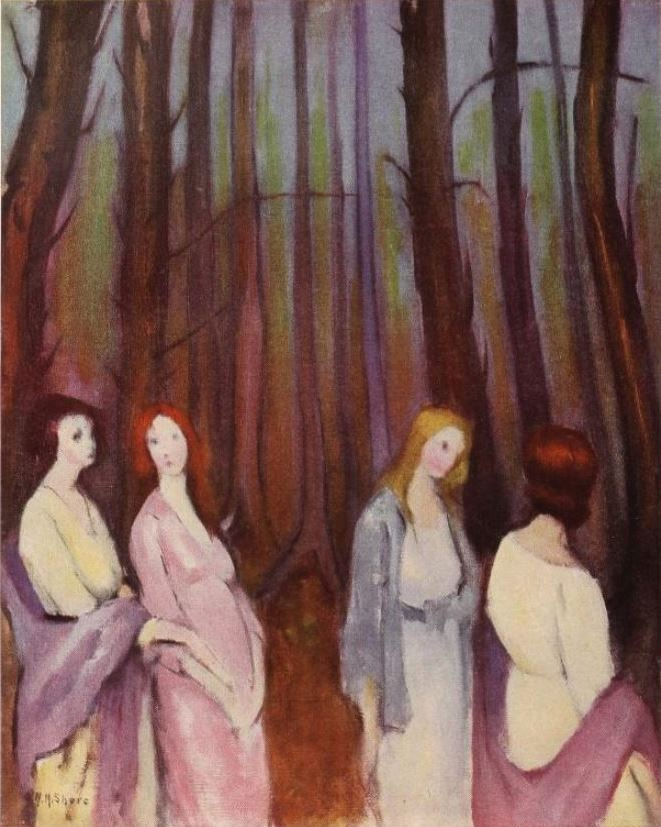
"Among the Trees", publicado en julio de 1923 en Shadowland

## Ciudad de Nueva York y regreso a Los Ángeles: 1920-1926
En 1920, Shore se mudó a Nueva York para trabajar en un estudio en West 57th Street. Durante este tiempo, su trabajo cambió radicalmente, pasando de escenas pictóricas de la vida cotidiana a abstracciones coloridas en primer plano. Se ha sugerido que el cambio de estilo puede haber sido el resultado de la exposición a otros modernistas que trabajaban en Nueva York durante ese tiempo, como Arthur Dove, Charles Demuth y Georgia O'Keeffe. En 1923, Shore y O'Keeffe mostraron en el mismo mes, Shore en Ehrich Gallery y O'Keeffe en Anderson Galleries. Los críticos revisaron ambos espectáculos juntos, atribuyendo las similitudes en sus obras (ambas escenas abstractas de la naturaleza) a una sensibilidad femenina. Sus obras fueron enmarcadas por su género, se dice que muestran "pasión sofocada" y "destino oscuro o pecado original". La reducción de su trabajo a su género molestó profundamente a Shore, quien pretendía expresar temas metafísicos mediante la incorporación de la filosofía y la teosofía oriental. En 1923 Shore regresó a Los Ángeles donde continuó trabajando y exhibiendo. Abrió una galería / restaurante llamado Studio Inn en 1925.

## Encuentro con Ed Weston y México: 1927–1930
En 1927, Shore conoció al fotógrafo Edward Weston. Weston quedó impresionado por su primer encuentro con el trabajo de Shore, diciendo que "Shore ahora se da cuenta de una fusión de su propio ego con una profunda universalidad"... Cuando pinta una flor, ES esa flor". Rápidamente se hicieron amigos cercanos. Sus pinturas de conchas marinas lo atrajeron e influenciaron y tomó prestadas algunas de sus conchas para sus fotografías. Shore era mayor que él, entre 47 y 40 años, y en ese momento era un artista mucho más establecido. A instancias de Weston, Shore viajó a México con su amiga Helena Dunlop. Fue en México donde conoció la litografía, un medio en el que continuó trabajando a su regreso a California. Su estancia en México ciertamente influyó en el trabajo de Shore, como se puede ver en pinturas como Mujeres de Oaxaca en las que una línea de mujeres vestidas con la ropa tradicional de Tehuantepec llevan tinajas de agua negras en la cabeza.

## Carmelo: 1928-1950
Shore se mudó a Carmel-by-the-Sea, California a fines de la década de 1920, entonces una importante colonia de arte y centro turístico, siguiendo los pasos de Weston. La belleza natural de Carmel proporcionó a Shore una amplia inspiración pictórica. Durante el verano de 1928, el Johan Hagemeyer Studio-Gallery en Carmel organizó una exposición individual de la obra de Shore, acompañada de un programa de música noruega moderna. Una gran retrospectiva de sus pinturas apareció en el otoño de 1930 en la Galería Denny-Watrous de Carmel, que mostró su arte dos años más tarde en la "Exposición de Portafolio" y en la "Muestra en Blanco y Negro" patrocinada por la Asociación de Arte Carmel. En febrero de 1934 se unió a sus compañeros artistas carmelitas Stanley Wood y John O'Shea y donó sus pinturas a una venta de arte original en apoyo del controvertido Scottsboro Defense Fund, que tenía la intención de liberar a nueve hombres negros falsamente acusados de violación. Ese mismo año expuso escenas locales en la Exposición de Obras Públicas de Arte en Washington D. C. y San Francisco. Durante este período expuso localmente en la Legión de Honor y el Museo de Young. También tuvo shows en Nueva York y París. A pesar de estos programas, Shore luchó financieramente durante la Depresión y cayó en una relativa oscuridad, justo cuando Weston comenzaba a alcanzar la fama. Como muchos artistas durante este tiempo, Shore dependía de las comisiones gubernamentales para obtener ingresos. En 1936 recibió un encargo de seis murales de la Sección de Bellas Artes del Departamento de Hacienda. Estos murales, como muchas comisiones de la WPA, se centran en escenas de la industria y el trabajo. Shore pintó cuatro lunetas para la oficina de correos de Santa Cruz: industria pesquera, industria de canteras de piedra caliza, industria de alcachofas e industria de coles de Bruselas. Pintó recolectores de alcachofas en Old Customhouse en Monterey y Monterey Bay 1880-1910 en la oficina de correos de Monterey. Estos murales fueron sus últimos trabajos destacados.

## Vida posterior y muerte 1950–1963
Shore pasó sus últimos años en la pobreza. Tuvo que vender sus fotografías de Weston para sobrevivir y se deprimió cada vez más. En 1951 su estudio estaba en Sundial Court en Monte Verde, Carmel. En algún momento a fines de la década de 1950, sus vecinos la institucionalizaron. Su amiga, Jehanne Bietry Salinger, dijo sobre el asunto, "algunos de los llamados 'bienhechores' fueron a su estudio, lo encontraron desorganizado e hicieron que Henrietta fuera internada en un asilo. Si hubiera estado en Carmel, nunca lo habría permitido, ya que ella no estaba loca de ninguna manera. Todavía no puedo pensar en esto sin tener el corazón roto". Shore murió en 1963 a la edad de 83 años en una institución mental en San José, California.

## Legado
A diferencia de Edward Weston y Georgia O'Keeffe, Henrietta Shore y su obra cayeron en su mayoría en la oscuridad después de su muerte. La Asociación de Arte Carmel organizó una muestra póstuma de su trabajo. Su obra no vendida se dividió entre sus sobrinos supervivientes, Osborne Shore Hollinrake y Wendall Shore. Fue incluida en Origins of Abstraction in Canada: Modernist Pioneers organizado por la Galería Robert McLaughlin en Oshawa en 1994.

## Trabajos seleccionados
- Chica con pieles, c. 1908, Galería Nacional de Canadá, óleo sobre lienzo, montado sobre madera prensada, 81,4 x 63,6 cm, comprado en 1997 National Gallery of Canada (núm. 39041)[25]
- Mujeres de Oaxaca, sin fecha, litografía sobre papel, Fondo de compra de adquisiciones de MMA, 1978.272[26]
- El paseo marítimo, Centre Island, Toronto, c. 1911 óleo sobre lienzo, 44,4 x 76,7 cm (17,5 x 30,2 plg), comprado en 1997, National Gallery of Canada (núm. 39040)[27]
- Mujer negra y dos hijos, c. 1916, óleo sobre lienzo, 137,8 x 113,6 cm, comprado en 1918, Galería Nacional de Canadá (núm. 1504)
- Gloxinia by the Sea, 1930-1935, óleo sobre lienzo, colección privada[28]
- Los recolectores de alcachofas, 1936-1937, Departamento de Parques y Recreación de California[29]